# Fatima Aouam
Fatima Aouam (16 tháng 12 năm 1959 – 27 tháng 12 năm 2014) là một vận động viên chạy cự ly trung bình Ma-rốc từ Settat Guisser. Cô được biết đến với hai lần giành huy chương vàng tại Đại hội Thể thao Địa Trung Hải 1987 ở Latakia, Syria. Aouam thiết lập tốt nhất cá nhân của mình (4: 05,49) trong 1.500 m vào năm 1986. Cô qua đời ở tuổi 55 vào năm 2014.

## Thành tựu
| Năm                | Giải đấu              | Địa điểm           | Thứ hạng           | Nội dung           | Chú thích          |
| Representing Maroc | Representing Maroc    | Representing Maroc | Representing Maroc | Representing Maroc | Representing Maroc |
| ------------------ | --------------------- | ------------------ | ------------------ | ------------------ | ------------------ |
| 1984               | African Championships | Rabat, Maroc       | 1st                | 1,500 m            |                    |
| 1985               | African Championships | Cairo, Egypt       | 1st                | 800 m              |                    |
| 1985               | African Championships | Cairo, Egypt       | 1st                | 1,500 m            |                    |
| 1987               | Mediterranean Games   | Latakia, Syria     | 1st                | 1,500 m            |                    |
| 1987               | Mediterranean Games   | Latakia, Syria     | 1st                | 3,000 m            |                    |
| 1987               | World Championships   | Rome, Italy        | 17th (h)           | 1,500 metres       |                    |
| 1988               | African Championships | Annaba, Algeria    | 1st                | 1,500 m            |                    |
| 1988               | African Championships | Annaba, Algeria    | 1st                | 3,000 metres       |                    |
| 1988               | Olympic Games         | Seoul, South Korea | 10th               | 1500 m             | 4:08.00            |
| 1988               | Olympic Games         | Seoul, South Korea | heats              | 3000 m             | DNF                |